# Cameron Ngo
Cameron Ngo, né le 23 mars 2000, est un athlète franco-camerounais, spécialiste du 110 mètres haies, 60 mètres haies et du relais 4×100 mètres. Il est deux fois champion de France au 60 mètres haies en salle en 2023 et 2024. Il concourt sous le drapeau camerounais depuis juin 2024.

## Biographie
Cameron Ngo nait le 23 mars 2000 en France. Sa mère Carine Bourdin est française et son père d'origine camerounaise est né et a passé une grande partie de son enfance au Cameroun. Il est le frère cadet de l'athlète Mattéo Ngo.
Il obtient sa première qualification aux France Elites en 2023. En 2023, il remporte le titre de champion de France du 60 m haies.
En juin 2024, il décide en même temps que son frère de changer de nationalité sportive pour rejoindre le Cameroun, pays d'origine de leur père.